# LTE Boys Global
LTE Boys Global – polski kolektyw muzyczny założony pod koniec 2016 roku. Skupiający w sobie artystów tworzących głównie alternatywny hip-hop i emo rap.
Do kolektywu należą; Mlodyskiny, schafter, Młody Yerba, Lil Tadek, Maly Elvis i Leon.
LTE Boys Global zostało okrzyknięte w mediach jednym z najgłośniejszych i najszybciej rozwijających się kolektywów polskiego muzycznego podziemia.

## Sukcesy
Do największych sukcesów muzycznych członków kolektywu należą;
- Singel – „DVD” Mlodyskiny, schafter (platynowa płyta[5])
- Singel – „hot coffee” schafter (diamentowa płyta[6])
- Album – audiotele schafter (2× platynowa płyta[7])
- Album – FUTURA schafter (6 miejsce na OLiS[8])
- Album – CHUDY Mlodyskiny (41 miejsce na OLiS[9])
- Album – Odcinanie Młody Yerba (23 miejsce na OLiS[10])

## Członkowie

### Obecni
- Mlodyskiny
- schafter
- Młody Yerba
- Lil Tadek
- Maly Elvis
- Leon

### Byli członkowie
- Young Pizza Boy[1]